# Nate Colbert
Pour les articles homonymes, voir Colbert.
Nathan Colbert, dit Nate Colbert, né le 9 avril 1946 à Saint-Louis (Missouri) et mort le 5 janvier 2023 à Las Vegas (Nevada), est un joueur professionnel américain de baseball. Il évolue dans la Ligue majeure de baseball en 1966, puis de 1968 à 1976.
Joueur de premier but, Nate Colbert est l'une des premières vedettes des Padres de San Diego, dont il fait partie de l'équipe inaugurale qui joint la Ligue nationale en 1969. Il passe six de ses dix saisons dans le baseball majeur avec San Diego. Ses 163 circuits en carrière pour les Padres représentent le record d'équipe.
Colbert partage avec Stan Musial le record de 5 circuits dans les deux matchs d'un programme double et avec Mark Whiten celui de 13 points produits au total dans les mêmes circonstances. En 1972, Colbert amasse 111 points produits pour San Diego : il produit ainsi 22,7 pour cent des points comptés au total par une équipe des Padres à l'offensive plutôt anénique cette année-là, un pourcentage plus élevé que tout autre joueur dans l'histoire des majeures.

## Carrière
Nate Colbert signe son premier contrat professionnel avec l'équipe de sa ville natale, les Cardinals de Saint-Louis, mais fait son entrée dans le baseball majeur avec les Astros de Houston. Il dispute 19 matchs pour ces derniers durant la saison 1966 puis, après une année 1967 entièrement passée en ligues mineures, joue 20 parties pour les Astros en 1968. 
Le 14 octobre 1968, Nate Colbert est réclamé par les Padres de San Diego au repêchage d'expansion visant à former les premiers effectifs de 4 nouvelles équipes qui joignent les rangs des Ligues majeures dès le printemps 1969. Laissé sans protection par les Astros en prévision de cette procédure spéciale, Colbert est le 18e joueur choisi au total, et le 9e par San Diego. 
Membre de la formation inaugurale des Padres, Nate Colbert joue lors du premier match de l'histoire de l'équipe, qui a lieu contre les Astros de Houston le 8 avril 1969 au San Diego Stadium ; il entre dans cette rencontre comme joueur de premier but substitut en 7e manche. 
L'une des premières vedettes des Padres, Colbert joue avec eux 866 de ses 1 004 matchs disputés au total dans les majeures, y réussit 780 de ses 833 coups sûrs et 163 de ses 173 circuits. Il maintient une moyenne au bâton de ,253 de 1969 à 1974 avec San Diego et représente les Padres au match des étoiles de mi-saison trois années de suite, de 1971 à 1973. 
Colbert est le meneur de l'histoire des Padres avec 163 circuits en carrière avec ce club. Il détient toujours le record en date de 2017. 
Après avoir mené les Padres avec 24 circuits à leur saison inaugurale en 1969, il améliore le jeune record d'équipe avec 38 circuits en 1970, un total qu'il égale en 1972. La marque n'est battue qu'en 1996 par les 40 circuits de Ken Caminiti, puis à nouveau par les 50 de Greg Vaughn en 1998. 
En 1972, Colbert compile 111 points produits pour inscrire la nouvelle marque d'équipe des Padres, éclipsant le jeune record de Cito Gaston et ses 93 points produits deux saisons plus tôt. Le total de Colbert est éventuellement dépassé plusieurs fois, la première par Dave Winfield et ses 118 points produits en 1979. Cette saison-là, les Padres ne marquent au total de 488 points, le plus bas total de la Ligue nationale. Colbert a ainsi produit 22,7 pour cent des points de son équipe durant l'année, le pourcentage qui demeure (en date de 2017) le plus élevé de l'histoire des majeures.
Nate Colbert connaît une journée mémorable le 1er août 1972 lors d'une visite des Padres aux Braves d'Atlanta. Il égale le record du baseball majeur en frappant 5 circuits au total dans les deux matchs d'un programme double. Auteur de deux circuits dans la première rencontre et de trois dans la seconde, Colbert réédite l'exploit de son héros d'enfance, Stan Musial, qui avait frappé 5 circuits dans un programme double face aux Giants de New York le 2 mai 1954 lors d'un match des Cardinals à Saint-Louis auquel un jeune Colbert âgé de 8 ans avait assisté des tribunes du Busch Stadium. Les 13 points produits de Colbert au total ce jour-là sont un record, égalé une seule fois, par Mark Whiten des Cardinals en 1993. Ses 8 points produits dans le second match du programme double représent le record en un match pour un joueur des Padres, marque égalée le 19 septembre 1995 par Ken Caminiti,.
Échangé aux Tigers de Détroit en novembre 1974, Colbert y amorce la saison 1975 avant d'être transféré en cours d'année aux Expos de Montréal. Libéré par les Expos en juin 1976, il rejoint les Athletics d'Oakland pour ses deux derniers matchs dans les majeures. En 1 004 matchs joués dans le baseball majeur, Nate Colbert compte 780 coups sûrs dont 163 circuits, et 520 points produits. Sa moyenne au bâton en carrière se chiffre à ,243.
Colbert ne joue que pour de mauvaises équipes durant sa carrière, à l'exception des Athletics d'Oakland (deuxièmes de la division Ouest de la Ligue américaine en 1976) pour qui il ne joue que deux parties à la toute fin de sa carrière. En effet, les Astros dont il fait brièvement partie terminent 8e sur 10 équipes de la Ligue nationale en 1966 et 10e sur 10 en 1968. Les Padres sont bons derniers de la division Ouest de la Ligue nationale chaque saison où Colbert en fait partie de 1969 à 1974. En 1975, il évolue pour les équipes de dernière place dans les deux divisions Est du baseball majeur - les Expos de la Ligue nationale et les Tigers de la Ligue américaine - et les Expos de 1976 avec qui il amorce la saison terminent celle-ci toujours en dernière place.
En 1999, pour célébrer leurs 30 ans, les Padres de San Diego inaugurent leur « Temple de la renommée » (Padres Hall of Fame) afin d'immortaliser les personnalités les plus importantes de leur histoire. Nate Colbert fait partie des trois premières personnalités des Padres ainsi immortalisées, aux côtés de l'ancien joueur étoile Randy Jones et de l'ancien propriétaire Ray Kroc.